# Turaba (Hail)
Turaba és una població de l'Aràbia Saudita a la província (imara) d'Hail.
És esmentada també com a Turba. No s'ha de confondre amb Turaba a la província de la Meca. Està situada a uns 150 km al nord-est d'Hail.